# Longfellow Bridge
Le pont Longfellow (familièrement rebaptisé Salt-and-Pepper Bridge ou Salt-and-Pepper-Shaker Bridge par allusion à la forme de ses piles) est un ouvrage d'art de la Route 3, et aussi de la Ligne rouge du métro de Boston gérée par la Massachusetts Bay Transportation Authority. Il relie les faubourgs de Beacon Hill (Boston) et de Kendall Square en franchissant la Rivière Charles, dans le Massachusetts.
Le pont est administré par le Massachusetts Department of Transportation (MassDOT). Il est emprunté quotidiennement par 28 600 véhicules légers et 90 000 passagers. La gare routière du Charles-Massachusetts General Hospital se trouve à la tête orientale de ce pont, qui dessert le périphérique de la Rivière Charles à Boston.

## Description
Le pont Longfellow est un viaduc à la fois routier et ferroviaire. Cet ouvrage d'art, qui comporte onze arcs en acier reposant sur des piles en maçonnerie, est large de 32 m, long de 538,70 m d'une culée à l'autre et fait plus de 800 m en comptant les viaducs d'accès. La largeur des arcs varie de 30,94 m à 57,65 m pour la travée centrale, et le surbaissement varie de 2,59 m à 8,10 m. La hauteur libre est de 7,90 m à la cote de retenue normale.
Les deux grandes piles centrales, longues de 57 m et larges de 16,30 m, sont des tours en pierre ouvragées, munies d'escaliers par lesquels on accède à une passerelle piétonne au-dessous du tablier du viaduc. Les trottoirs étaient larges de 30 m à l'origine.

## Histoire

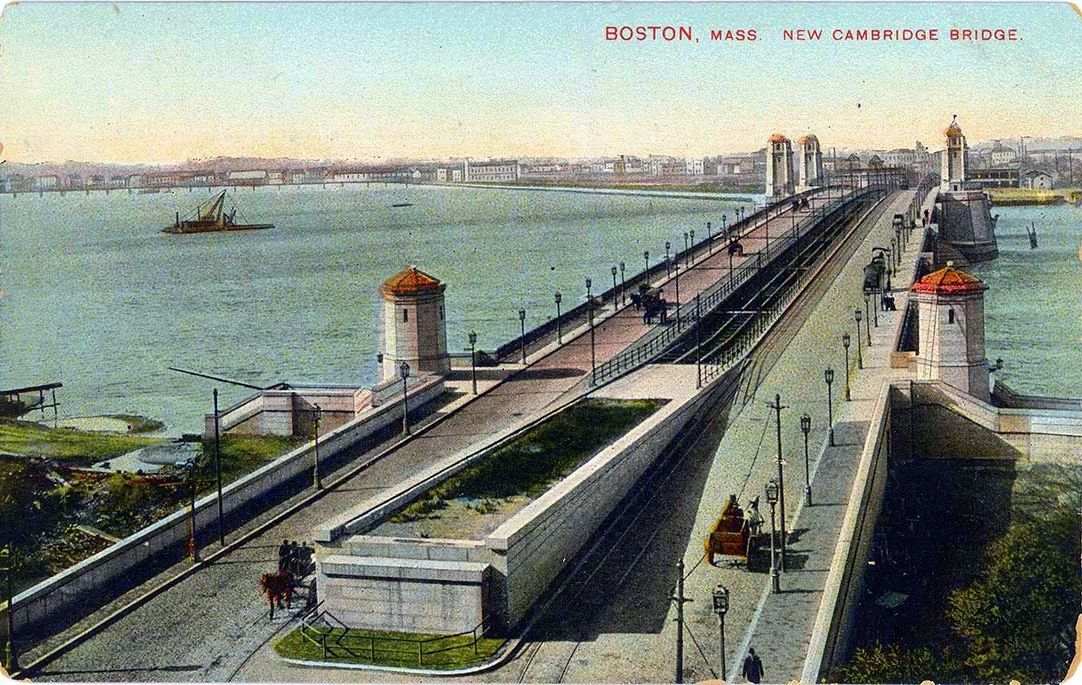
Le nouveau Pont de Cambridge vu depuis Boston (entre 1906 et 1912). Notez l’absence du campus du MIT et de tout prolongement routier de quelque importance au-delà du pont. On distingue des tramways de part et d'autre de la travée centrale.

### Les précédents
Dès les années 1630, il était possible de franchir la rivière grâce à un bac. Il faudra attendre 1793 pour qu'un premier pont, le West Boston Bridge (un pont d'octroi) permette un passage permanent ; cet ouvrage avait été construit par un groupement d'actionnaires bénéficiant d'un privilège du Commonwealth. À l'époque, il n'y avait à East Cambridge que quelques maisons : c'est l'inauguration du pont qui est véritablement à l'origine de l'aménagement de Main Street, face à Old Cambridge ; puis le reste d'East Cambridge s'est développé, avec le tracé de nouvelles rues et l'assèchement des marécages le long de la rivière Charles. Les faubourgs de Cambridge and Concord Turnpike furent à leur tours accessibles par la tête ouest du pont vers 1812 et l'octroi a été supprimé le 30 janvier 1858.

### La construction
En 1898 les autorités de l’État décidèrent de créer la Cambridge Bridge Commission chargée de construire « a new bridge across la rivière Charles, to be known as Cambridge Bridge, at, upon, or near the site of the so-called West Boston Bridge... suitable for all the purposes of ordinary travel between said cities, and for the use of the elevated and surface cars of the Boston Elevated Railway Company. » Dès sa première réunion, le 16 juin 1898, elle nomma William Jackson ingénieur-en-chef ; peu après, elle choisissait Edmund M. Wheelwright comme architecte. Ces deux hommes connaissaient l'Europe : ils avaient amassé une documentation importante sur les ponts de France, d'Allemagne, d'Autriche et de Russie. À leur retour, ils se mirent à dessiner différents types de ponts, notamment des ponts à charpente métallique.
Bien qu'à l'époque les règlements américains imposassent les ponts levis, il parut bientôt évident aux membres de la commission qu'un pont permanent serait moins cher, plus beau et favorable à la continuité du trafic : aussi l'État modifia-t-il promptement sa législation, et une fois que le département de la Guerre eut renoncé à contester cette décision, le Congrès américain approuva la construction de l'ouvrage, par un décret signé du Président William McKinley le 29 mars 1900. Le chantier démarra au mois de juillet 1900 et le pont fut ouvert à la circulation le 3 août 1906, et formellement inauguré le 31 juillet 1907.
Wheelwright, sur la lancée des chantiers de l’Exposition universelle de 1893, tentait de rivaliser avec les grands ponts d’Europe. Quatre piles du pont sont ouvragées : les gravures du granite représentent la proue des knörrs vikings et rendent hommage à l'expédition hypothétique de Leif Eiriksson le long de la Rivière Charles autour de l'an mil. Ces piles arborent aussi les armoiries des villes de Boston et de Cambridge.

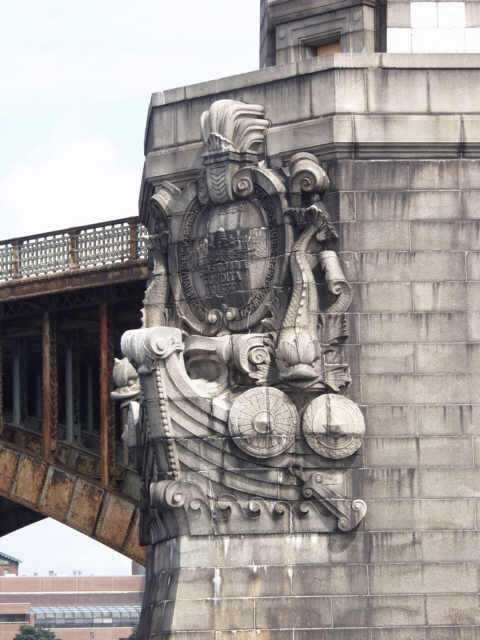
Les sculptures des piles du pont représentent les proues de knörrs vikings.

Le pont de Cambridge a été rebaptisé Longfellow Bridge en 1927 à l'initiative de la Haute cour du Massachusetts, en hommage au célèbre poète nationaliste Henry Wadsworth Longfellow, qui avait célébré dans son recueil de 1845 le West Boston Bridge (dans le poème The Bridge).

### Délabrement et travaux de confortement
Comme beaucoup de ponts de Nouvelle-Angleterre, le pont Longfellow s'est délabré peu à peu au long du XXe siècle, faute d'entretien : de 1907 à 2011, les autorités n'ont entrepris qu'une seule campagne de réparation, en 1959 ; une remise en état d'urgence a suivi en 2002.
Le 1er mai 2007, un incendie s'est déclaré sous l'une des culées de l'ouvrage, entraînant sa fermeture à la circulation routière et ferroviaire et affectant nettement les flux Internet2 vers Boston (routage Chicago-New York OC-192).
AU cours de l'été 2008, deux fonctionnaires de l’État du Massachusetts ont organisé le vol d'une frise décorative en fer du parapet, longue de 715 m, qu'on avait déposée du tablier pour la rénover, et l'ont vendue à des ferrailleurs. Ces hommes, dont l'un n’était autre que le directeur du Département du Patrimoine et des Loisirs du district, ont été reconnus coupables en septembre 2009 d'avoir recelé pour 12 147 $ de matériau ; alors que le coût estimé de remplacement du parapet original, programmé en 2012, s'est monté à plus de 500 000 $.
Cet été-là, il a fallu condamner l'accès de la passerelle ouest ainsi que les deux voies urbaines, et limiter la vitesse de la Red Line du métro à 20 km/h ; les piétons n'étaient plus autoriser à venir sur l'ouvrage pour voir les feux d’artifice du 4 juillet, par crainte des vibrations. La limitation de vitesse n'a été supprimée qu'au mois d'août 2008, et les voies interdites n'ont été rouvertes qu'encore après.
Le 4 août 2008, le gouverneur Deval Patrick a obtenu le vote de 3 milliards de dollars de crédits pour la réparation du pont du Massachusetts. Une souscription publique devait payer les premiers travaux de réhabilitation du pont de Longfellow, estimés à 267,5 millions de dollars ; on a estimé que les coûts d'une maintenance régulière n’auraient représenté que 81 millions de dollars. Les études ont été lancées au printemps 2005, avec un chantier s'étalant entre le printemps 2012 et le printemps 2016.
Le Department of Conservation and Recreation (DCR) a transféré la propriété et la maîtrise d'ouvrage de plusieurs ponts à un nouvel organisme, le Massachusetts Department of Transportation (MassDOT), le 1er novembre 2009.